# 1811 az irodalomban
Az 1811. év az irodalomban.

## Megjelent új művek

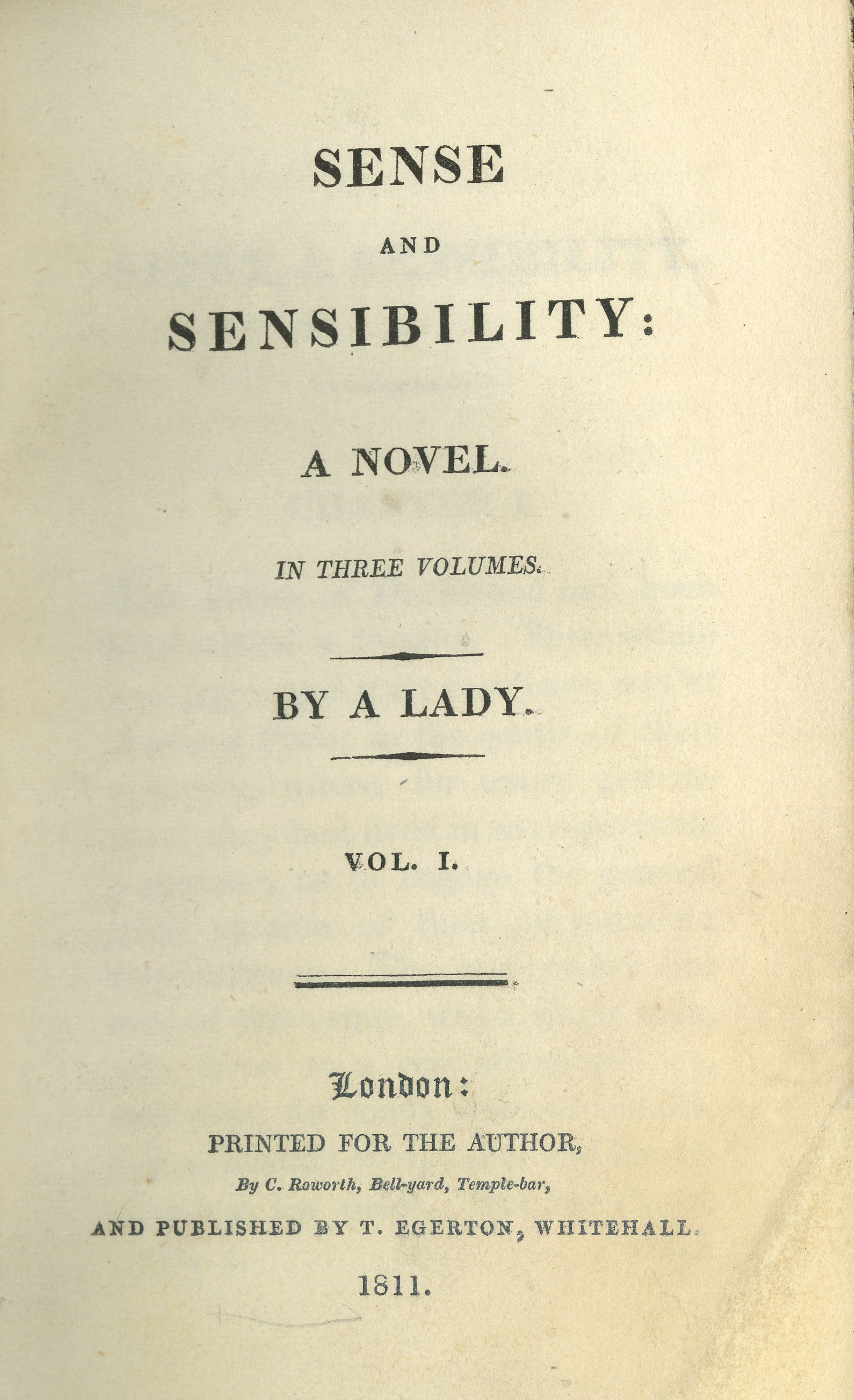
Értelem és érzelem (1811)

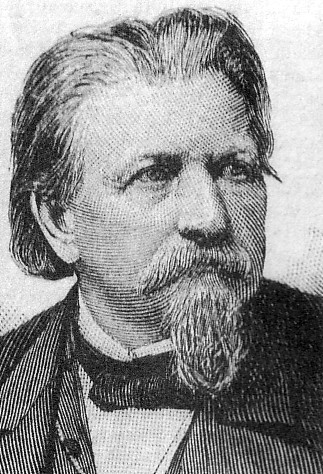
Karl Gutzkow

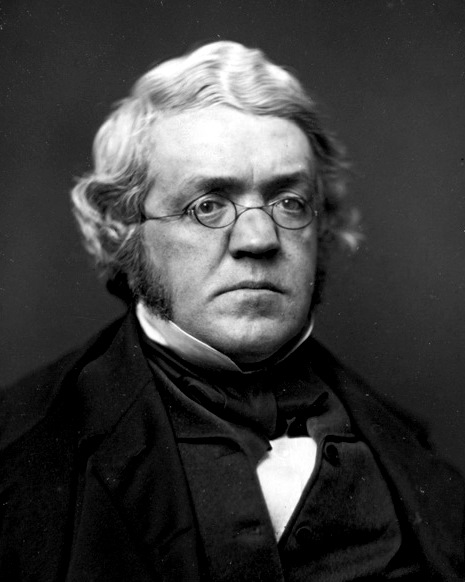
William Thackeray

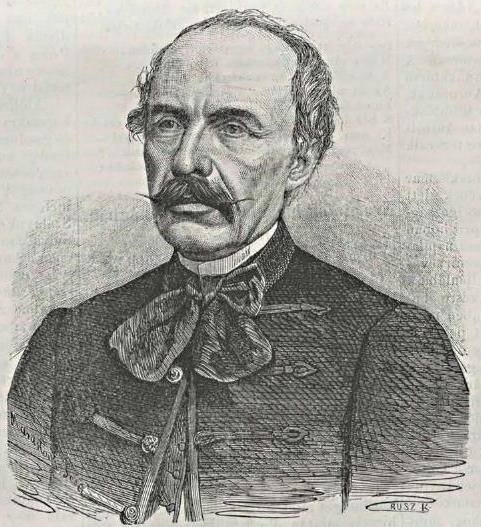
Gaal József

- Jane Austen első regénye: Értelem és érzelem (Sense and sensibility)
- Friedrich de la Motte Fouqué német romantikus író Undine című elbeszélése.
- Johann Peter Hebel rövid történetekből, anekdotákból összeállított gyűjteménye: Das Schatzkästlein des rheinländischen Hausfreundes.
- Percy Bysshe Shelley pamfletje: The Necessity of Atheism (Az ateizmus szükségességéről).

### Magyar nyelven
- Kazinczy Ferenc epigrammagyűjteménye. Tövisek és Virágok. Megjelenésével kezdődik a nyílt nyelvújítási harc, mely 1819-ben zárul le.

## Születések
- február 18. – Jules Sandeau francia író († 1883)
- március 17. – Karl Gutzkow német író, drámaíró, lapszerkesztő, az Ifjú Németország nevű mozgalom vezéregyénisége († 1878)
- május 30. – Visszarion Grigorjevics Belinszkij orosz irodalomkritikus († 1848)
- június 14. – Harriet Beecher Stowe amerikai írónő; nevezetes regénye a Tamás bátya kunyhója († 1896)
- július 18. – William Makepeace Thackeray angol író, a Hiúság vására című szatirikus regény szerzője († 1863)
- augusztus 31. – Théophile Gautier francia romantikus költő, író, kritikus († 1872)
- december 12. – Gaal József költő, író, drámaíró († 1866)

## Halálozások
- január 10. – Marie-Joseph Chénier francia drámaíró, költő, André Chénier költő öccse (* 1764)
- február 24.– Bessenyei György költő, a magyar felvilágosodás egyik meghatározó egyénisége (* 1746 vagy 1747)
- augusztus 17. – Katona István jezsuita pap, történetíró; 42 kötetből álló fő műve: Historia Critica Regum Hungariae (I–XLII. Pest, 1779–1817). (* 1732)
- szeptember 30. – Thomas Percy püspök, angol író, újságíró (* 1729)
- november 21. – Heinrich von Kleist német drámaíró, költő, író (* 1777)
- 1811. – Ignacy Nagurczewski lengyel költő, műfordító, irodalomtörténész; klasszikus szerzők, többek között Homérosz Iliaszának fordítója (* 1725)